# Klenov
Klenov (1927–1948 „Klembarok“ – bis 1927 „Klembark“; deutsch Klemberg, ungarisch Kelembér – bis 1907 Klembérk) ist eine kleine Gemeinde im Osten der Slowakei mit 231 Einwohnern (Stand 31. Dezember 2024) im Okres Prešov, einem Teil des Prešovský kraj, und wird zur traditionellen Landschaft Šariš gezählt.

## Geographie

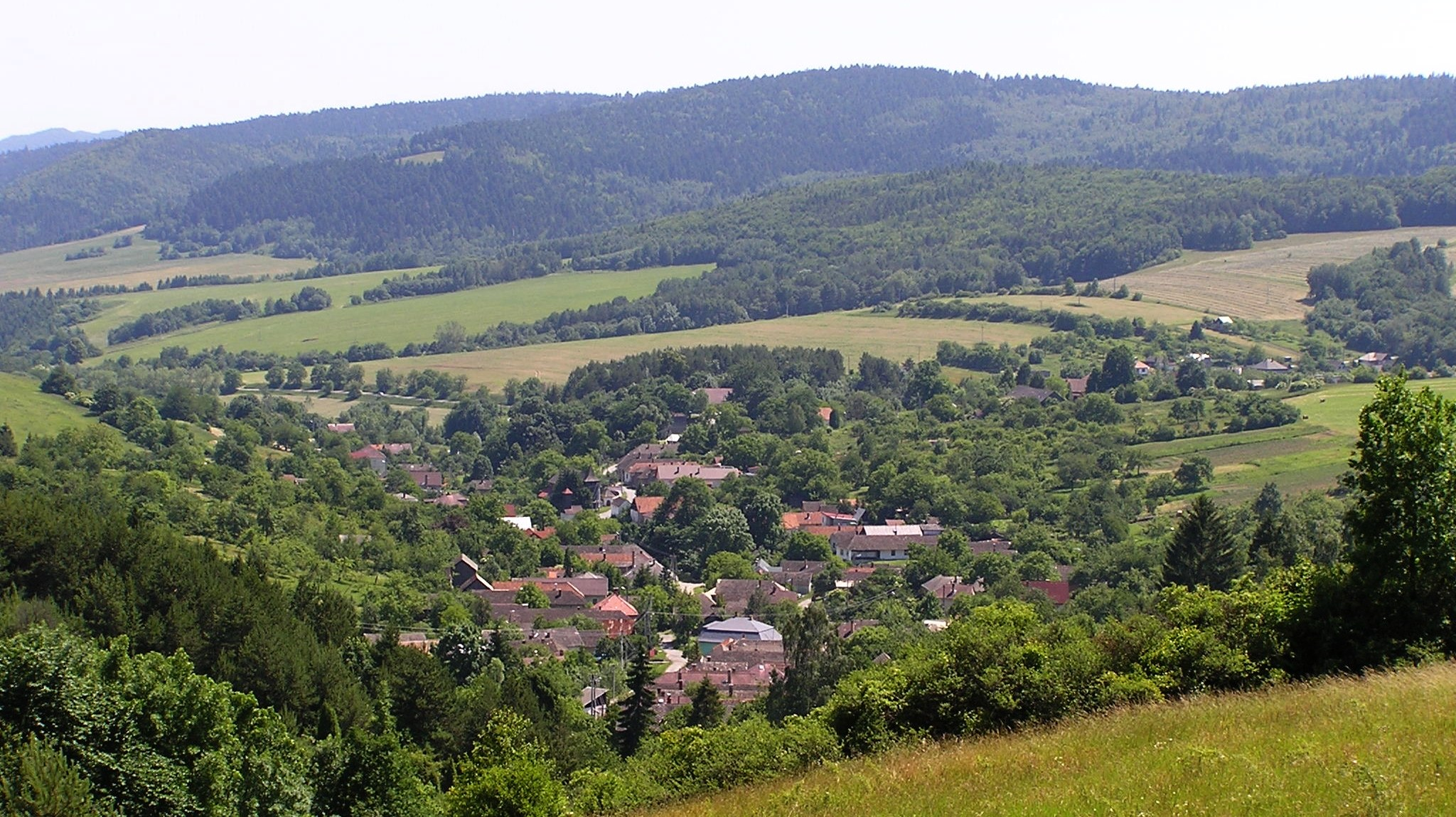
Klenov und Umgebung

Die Gemeinde befindet sich im Südteil des Berglands Šarišská vrchovina sowie am Nordhang des Gebirges Čierna hora, am Oberlauf des Baches Sopotnica im Einzugsgebiet des Hornád. Das Ortszentrum liegt auf einer Höhe von 542 m n.m. und ist 16 Kilometer von Gelnica, 20 Kilometer von Krompachy und 25 Kilometer von Prešov entfernt.
Nachbargemeinden sind Žipov im Norden, Kvačany im Nordosten, Miklušovce im Osten und Südosten, Margecany im Süden und Südwesten sowie Hrabkov im Westen und Nordwesten.

## Geschichte

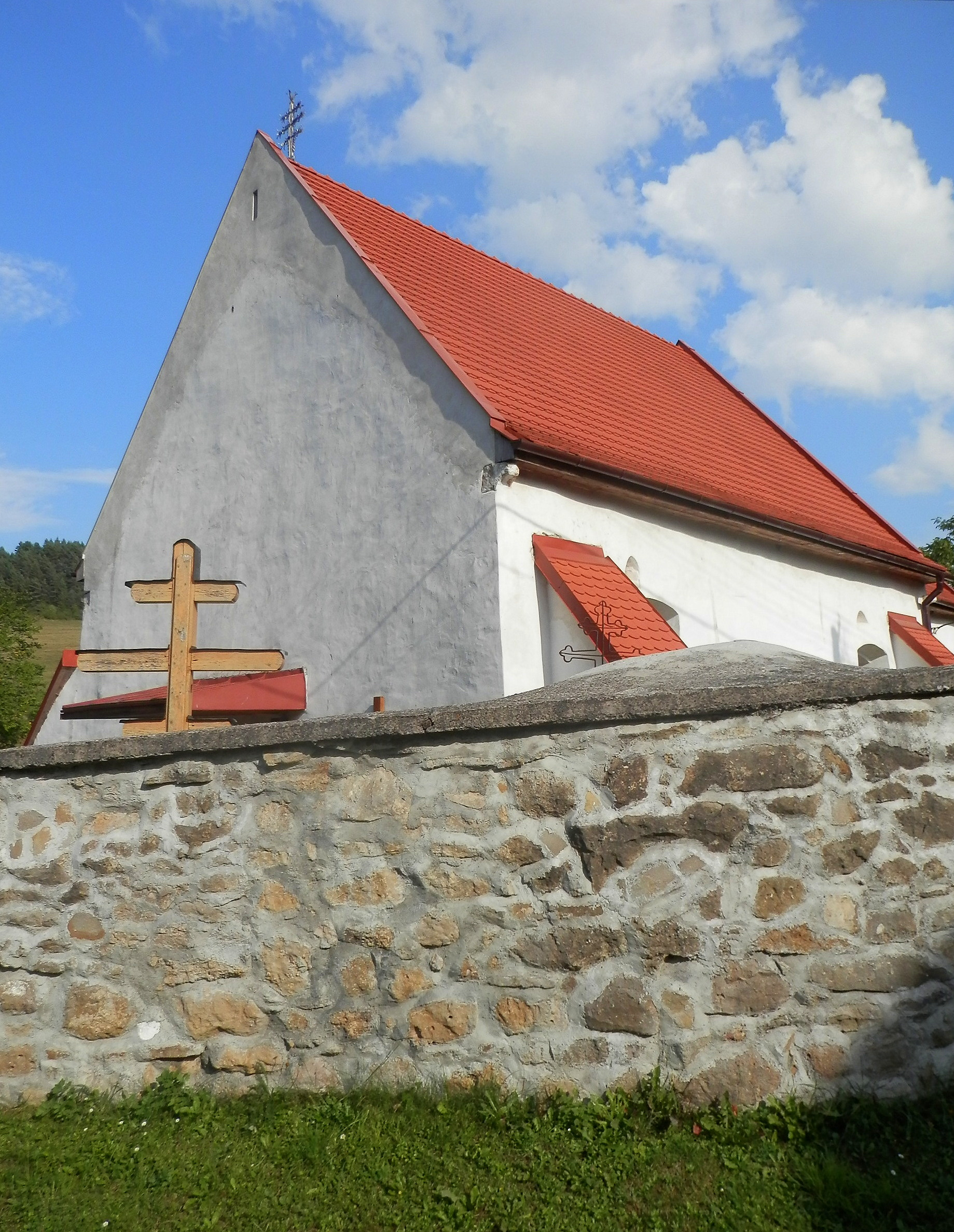
Griechisch-katholische Kirche und Befestigungsmauer

Klenov wurde zum ersten Mal 1330 als Teil der Pfarrei Clencberk beziehungsweise Clemberc schriftlich erwähnt. Der Ort als solcher existierte aber auch früher: nach Angaben der Pfarrei entstand ein Pfarrhof im 12. Jahrhundert. Im 14. Jahrhundert war das Dorf Besitz des Geschlechts Aba. 1427 sind in einem Steuerverzeichnis 17 Porta verzeichnet. 1787 hatte die Ortschaft 62 Häuser und 436 Einwohner, 1828 zählte man 69 Häuser und 531 Einwohner, die unter anderem als Fuhrmänner, Kalkbrenner, Köhler, Waldarbeiter und Weber beschäftigt waren. Im Weiler Bystré bei Klenov standen 1828 drei Häuser und wohnten 25 Einwohner.
Bis 1918 gehörte der im Komitat Scharosch liegende Ort zum Königreich Ungarn und kam danach zur Tschechoslowakei beziehungsweise heute Slowakei.

## Bevölkerung
| Jahr                | 1994 | 2004  | 2014     | 2024 |
| ------------------- | ---- | ----- | -------- | ---- |
| Anzahl der Personen | 250  | 205   | 231      | 231  |
| Unterschied         |      | −18 % | +12,68 % | +0 % |

| Jahr                | 2023 | 2024    |
| ------------------- | ---- | ------- |
| Anzahl der Personen | 226  | 231     |
| Unterschied         |      | +2,21 % |

Nach der Volkszählung 2011 wohnten in Klenov 217 Einwohner, davon 203 Slowaken sowie jeweils ein Pole und Tscheche. 12 Einwohner machten keine Angabe zur Ethnie. 
123 Einwohner bekannten sich zur Evangelischen Kirche A. B., 75 Einwohner zur römisch-katholischen Kirche und drei Einwohner zur Evangelischen Kirche A. B. Drei Einwohner waren konfessionslos und bei 13 Einwohnern wurde die Konfession nicht ermittelt.

## Bauwerke und Denkmäler

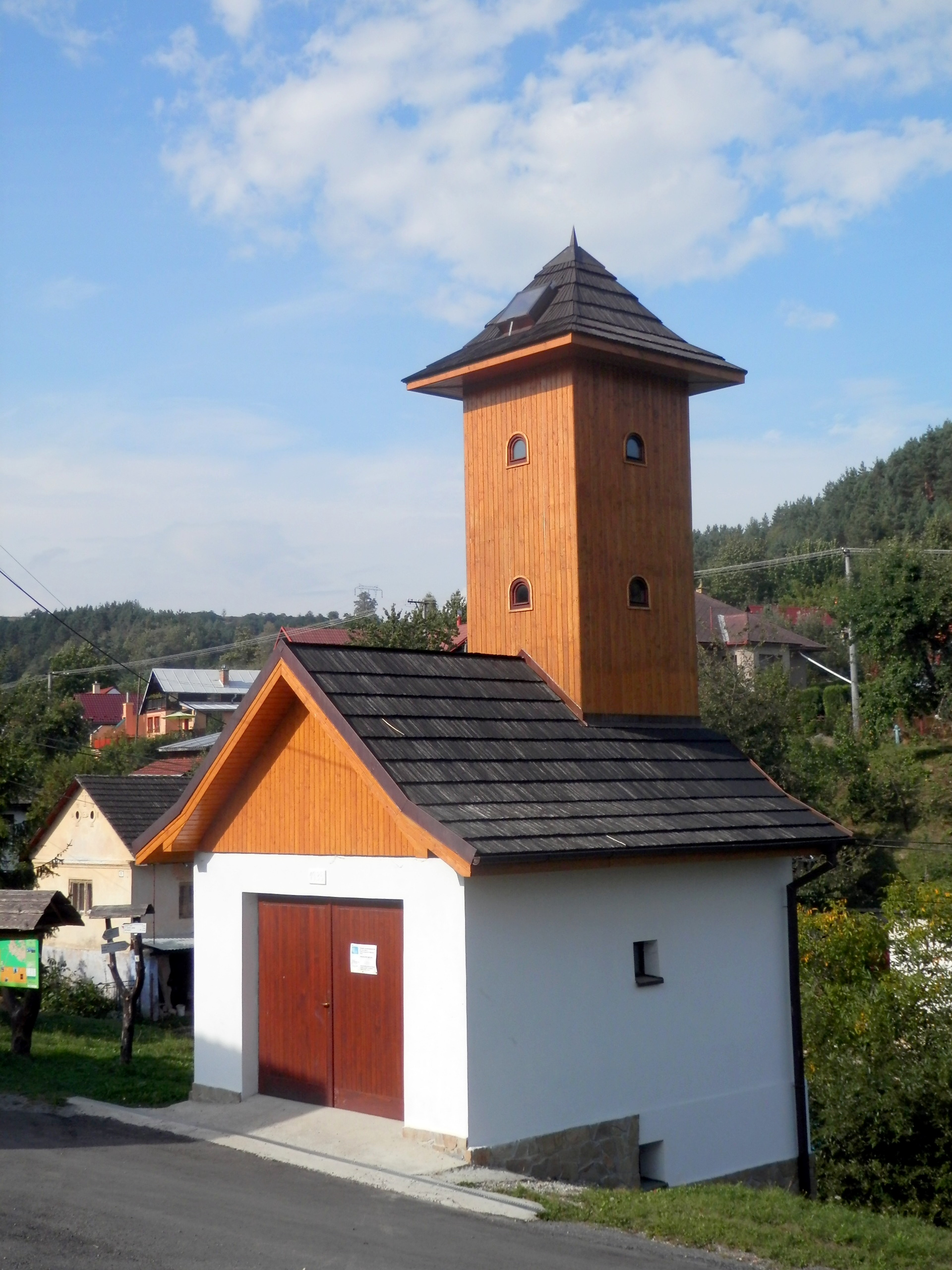
Feuerwehrhaus

- griechisch-katholische Schutz-der-Gottesmutter-Kirche im frühgotischen Stil aus dem ersten Drittel des 14. Jahrhunderts
- Holzglockenturm aus dem Jahr 1742